# Rada pro zaměstnanost, sociální politiku, zdraví a ochranu spotřebitele
Rada pro zaměstnanost, sociální politiku, zdraví a ochranu spotřebitele (EPSCO) je konfigurace Rady Evropské unie. Schůzky se konají čtyřikrát ročně, přičemž dvě z nich jsou zaměřeny na sociální politiku a zaměstnanost. Skládá se z ministrů práce, sociálních věcí, zdravotnictví a spotřebitelské politiky ze všech členských států EU.
Rada pracuje na zlepšení pracovních podmínek a úrovně zaměstnanosti. Zároveň také zajišťuje ochranu spotřebitele a lidského zdraví v rámci EU.